# Irena Herbst
Irena Herbst (ur. 1 lipca 1946 we Wrocławiu) – polska ekonomistka, była wiceminister budownictwa oraz gospodarki, prezes zarządu Fundacji Centrum Partnerstwo Publiczno-Prywatnego.

## Życiorys
W 1970 ukończyła studia ekonomiczne na Uniwersytecie Warszawskim. W 1990 na Akademii Ekonomicznej w Poznaniu na podstawie pracy Organizacyjne uwarunkowania sprawności działania lokalnego ruchu budowlanego uzyskała stopień doktora nauk ekonomicznych ze specjalnością w zakresie ekonomiki budownictwa.
Od 1972 do 1991 pracowała w Instytucie Gospodarki Mieszkaniowej. Była też doradcą prezesa Banku Rozwoju Budownictwa Mieszkaniowego. W latach 1992–1996 pełniła funkcję podsekretarza stanu w Ministerstwie Gospodarki Przestrzennej i Budownictwa, kierując radą Banku Rozwoju Budownictwa Mieszkaniowego. Była współautorką przepisów wprowadzających m.in. towarzystwa budownictwa społecznego. Po odejściu z tego stanowiska w 1996 została wiceprezesem zarządu Banku Gospodarstwa Krajowego nadzorującym Krajowy Fundusz Mieszkaniowy. Zakończyła urzędowanie w 2002, po czym powróciła do rządu jako podsekretarz stanu w Ministerstwie Gospodarki, wykonując obowiązki wiceministra do 2005.
Została następnie m.in. prezesem zarządu Fundacji Centrum PPP, członkinią zarządu Fundacji im. Stefana Batorego i doradcą Polskiej Konfederacji Pracodawców Prywatnych.
Żona Krzysztofa Herbsta.

## Odznaczenia
- Krzyż Oficerski Orderu Odrodzenia Polski (2015)[5]
- Złoty Krzyż Zasługi (1999)[6]